# تالمون ماركو
تالمون ماركو (بالعبرية: טלמון מרקו‏) (بالإنجليزية: Talmon Marco)‏ هو رجل أعمال أمريكي إسرائيلي من رواد الأعمال، وهو معروف بأنه مؤسس شركة فايبر ميديا ورئيسها التنفيذي ومخترع ومسجل التراسل الفوري والصوت عبر الإنترنت للهواتف الذكية مع أربعة مئة مليون مستخدم.

## السيرة الذاتية
ولد ماركو في إسرائيل عام 1973, خدم في الجيش الإسرائيلي كمدير تكنولوجيا الإستخبارات في القيادة العامة، حاصل على درجته العلمية في تكنولوجيا الحاسوب والإدارة من جامعة تل أبيب، بعد ذلك إنتقل إلى الولايات المتحدة مبكرا، في عام 1997 ساهم في إنشاء شركة الشبكات المتوسعة (Expand Networks) وهي شركة مقرها في تل أبيب وظل رئيسها التنفيذي حتى 2004.
في عام 1998 ساهم في إنشاء آي ميش وظل مديرا لها حتى 2010, وفي نفس السنة ومع صديقه من الجيش الإسرائيلي إكور ماكازينك أسسا شركة فايبر وهو مديرها التنفيذي لحد الآن وهو يسكن في لندن حاليا.
في 09 مايو 2013 تحدى رئيس شركة الفايبر شركة الاتصالات السعودية بأنه سوف يخترق الحظر على برنامج الفايبر وسيكون بإمكان المستخدمين استخدام البرنامج بدون موافقة شركة الاتصالات السعودية.